# M16.3
Die M16.3 (kroatisch/bosnisch Magistralna cesta bzw. serbisch Магистрални пут/Magistralni put) ist eine Magistralstraße in Bosnien und Herzegowina. Sie führt von der M16 bei Kazaginac zur kroatischen Grenze bei Prisika.